# Leipzig-Leutzsch
Leipzig-Leutzsch – stacja kolejowa w Lipsku, w kraju związkowym Saksonia, w Niemczech. Znajdują się tu 2 perony.